# 轟轟戰隊冒險者
《轟轟戰隊冒險者》，是由日本東映製作的《超級戰隊系列》第30部特攝作品，於2006年（平成18年）2月19日至2007年2月11日期間每週日上午7時30分在朝日電視台首播。

## 作品特色
- 以「探險」為主題的戰隊作品。
- 《超級戰隊系列》第30部紀念作品，另外由Task. 3[註 1]起每集片尾曲完結後則會播放短篇《30戰隊大全集》，其中Task.3-33為介紹歷代戰隊；而Task.34-48則為介紹歷代戰隊史上首創設定之《Special File》，當中Task.48則為介紹其下部戰隊作品《獸拳戰隊激氣連者》。
- 首部出現超過一個與戰隊敵對之組織的戰隊作品（分別為戈德姆文明、邪龍一族、Dark Shadow以及Quester等四個組織）。
- 首次出現以九機組（Super大冒險）與十機組（Ultimate大冒險）之大型機組合體型態，並打破了《恐龍戰隊獸連者》的究極大獸神與《五星戰隊大連者》的重甲氣殿[註 2]之七機組紀錄。
- 首次出現以戰艦作為設計的機組（GoGo Voyager）。

## 故事概要
在世界上仍有許多由古代文明所遺留並具有強大力量的秘寶－Precious，而其強大的力量自然吸引了不少心術不正之徒。為了保護這些秘寶，SGS財團亦組織了精銳的尋寶部隊─「轟轟戰隊冒險者」以回收Precious為目的。

## 登場角色

### 轟轟戰隊冒險者
轟轟戰隊冒險者，為由SGS財團組織的以回收Precious為主要目的之部隊。
明石 曉（あかし さとる）／ 冒險紅
演：高橋光臣
「熾熱的冒險者」，初登場時為冒險者的隊長。
具有卓越的領導能力及判斷力，為隊伍中被其他隊員信賴之領導人，而隊伍中除了真墨與映士會直呼其姓氏外，其餘隊員則會對其稱呼為「Chief」。
原為有名的寶藏獵人，而其外號則為「不滅之牙」，然而因於一次行動中誤觸機關導致失去同伴而選擇引退，後來亦投身於SGS成為冒險者。
在卡賈重返石棺內沉睡的半年後，曉便決定駕駛經改裝後的GoGo Voyager前往宇宙搜索Precious，而他亦將其隊長一職轉讓予真墨。
其他登場作品：《豪快者 護星者 超級戰隊199英雄大決戰》、《海賊戰隊豪快者》、《非公認戰隊秋葉原連者》
伊能 真墨（いのう ますみ）／ 冒險黑
演：齋藤康嘉
「迅捷的冒險者」。
從小便已成為寶藏獵人，而初登場時則為冒險者新加入的隊員，但當初加入目的僅為挑戰過往亦為寶藏獵人的曉，故並無久留之意，然而其心思早已在曉的預料之中，及後在經曉的重新說服下，他亦選擇成為冒險者的一員。
個性倔強且叛逆，也不願遵守一些冒險者規則；而戰鬥時則擅長速度戰與力量戰。
後期在進行Precious─暗之三頭龍的回收行動中意外被暗之三頭龍選中及賜予力量，其後繼而被暗之刃利用，及後雖然能夠藉自身的意志擺脫暗之刃及將對方殲滅，然而無法否認內心存有黑暗的真墨卻一度離開冒險者，但最後真墨亦藉著「朋友就是照亮黑暗之光明」的信念選擇回歸隊伍。
最後在曉前往宇宙時亦被其托付擔任冒險者的隊長。
最上 蒼太（もがみ そうた）／ 冒險藍
演：三上真史
「崇高的冒險者」。
其嗜好為彈奏吉他，並擅長科技操作，而其個性善良開朗，並且對任何女性亦特別友善，而跟Dark Shadow的風之靜香則為一對歡喜冤家。
於加入冒險者前為一名自由身的國際間諜，而過往亦讓多個企業甚至國家陷入危機，然而後來亦因而產生了罪疚感而引退。
戰鬥時則以雜技與空中戰為主。
間宮 菜月（まみや なつき）／ 冒險黃
演：中村知世
「剛強的冒險者」。
個性樂天沒機心，並常保持笑容；而戰鬥時則較常以其擁有之潛能應戰。
初登場時亦為跟隨真墨加入冒險者的新人，而她亦於真墨在一次冒險中於遺跡內被發現，被發現時其自身卻沒有任何記憶，故在加入冒險者後亦以透過冒險追查自己的過去。
其真實身份為於約十萬年前遭到滅絕命運的雷姆利亞文明之公主「莉莉娜」，還是嬰兒時期的她則被其父母放置於以Precious雷姆利亞的太陽驅動之休眠箱內沉睡，並且以每五千年增長一歲的速度成長，後來亦從Quester跟龍王口中知悉其身份後繼而遭到零的催眠及利用以驅動雷姆利亞的太陽，但最後仍在真墨的不懈呼喊下恢復神智。
西堀 櫻（にしほり さくら）／ 冒險粉紅
演：末永遙
「深邃的冒險者」，初登場時亦為冒險者的副隊長。
個性認真及盡責，工作時不苟言笑，亦因此有著較其他隊員更冷靜的判斷力。
原為世界有名財閥之獨生女，後來為了尋找理想而離家出走並加入陸上自衛隊，同時亦因為有神射手的才能而曾一度成為奧運射擊候選成員，然而不久後在明石的引介下而加入了冒險者。
具有優秀的作戰能力及擅長分析形勢；而戰鬥時則會以水中戰跟射擊戰為主。
對曉有着微妙的感情；而在空閑時間則會前往餐廳吃甜點。
最後在曉駕駛GoGo Voyager前往宇宙搜索Precious時亦悄悄登上GoGo Voyager與其同行。
高丘 映士（たかおか えいじ）／ 冒險銀
演：出合正幸
「炫目的冒險者」，於Task.17初登場。
因被曉看中其實力而被對方邀請加入冒險者，而最初曾使用曉給予他的「SGS Rescue」計劃之裝備戰鬥但卻不願加入隊伍，直到後來發現自己同樣是追求冒險才願意成為冒險者的第六人。
原為負責監視阿修的高丘流傳人，並擅長各種陰陽術，然而其本身卻為人類與阿修的混血兒，而初期他需要透過手持的錫杖以抑制其體內的阿修之血，但後來其錫杖則於與Quester的首次戰鬥中被摧毀，繼而導致其阿修之血活化而暴走，然而最終映士亦在曉的不掘努力之說服下成功能藉自身抑制其阿修之血。
個性傲慢且較常單獨行動，另外其自身亦較喜歡直接生吃蔬菜。
最後在卡賈重返石棺內沉睡後亦開始執行「SGS Rescue」計劃的救援行動。
其他登場作品：《連續4週特別篇 超級戰隊最強對戰！！》
 茲邦／黃金之劍
聲：堀秀行
來自古代雷姆理亞文明之Precious，於Task.29初登場。
為當初雷姆理亞的族人以能制服由其Precious雷姆理亞之卵產生的幻獸而製造之兵器，後來在現代被曉／冒險紅跟龍王發現時，他亦選擇了內心正直的曉作為主人。
具有驚人的威力甚至能改變其體型大小，而透過轉動內置三顆寶石之零件便能轉換為「擬人」型態，但說話時只會發出「茲」、「邦」等，另外茲邦為以人類的正面能量作為能源，同樣地一旦遇上負能量氣氛跟能源耗盡時，其轉動零件內置的三顆寶石便會呈現黑色。
其他登場作品：《豪快者 護星者 超級戰隊199英雄大決戰》

#### 冒險者的協力者／相關者
牧野 森男（まきの もりお）
演：齊木茂
SGS的工程師，於Task.2初登場。
負責冒險者的後勤工作，包括替冒險者的裝備跟GoGo Vehicle進行維護以及對被回收之Precious進行分析，另外其自身亦為變裝高手。
Mr.Voice
聲：田中信夫／演：菅野莉央（Mr.Voice之真面目）
隸屬SGS總部的冒險者總經理，於Task.2初登場。
平時以經聲音處理的CG角色影像對冒險者發施號令，故冒險者全員亦不知曉其背後的真面目，而其真面目則為一位樣貌年輕的女生。

### 邪暗眾
邪暗眾（Negative Syndicate），為一群透過搜索跟利用Precious進行不軌之用的複數團體。

#### 戈德姆文明
戈德姆文明，為信奉來自宇宙的破壞神戈德姆之古代科學文明。
於約四萬年前因不明原因而被封印，然而後來在冒險者於執行回收其Precious─戈德姆心臟之任務並進入其遺跡時卻意外觸發解除封印的開關導致文明復活。
然而最後在卡賈被冒險者擊敗後亦繼而石沉大海。
大神官 卡賈
演：大高洋夫
戈德姆文明之領導者。
原為以木乃伊狀態沉睡於戈德姆文明遺跡內的石棺中，然而因冒險者在執行回收戈德姆心臟之任務期間卻意外解除封印而甦醒。
擁有強大的法力以及過目不忘之記憶力，而其使用武器則為劍；而後期亦透過閱讀Precious－萊昂·喬達納之繪圖成功研發可干擾冒險者的平行引擎運作之戈德姆引擎。
後期於自己體內安裝了三顆戈德姆引擎，並先後透過吞噬Precious潘多拉的盒子之力量製造迪斯彼拉德以及吞噬戈德姆心臟將自身蛻變為「卡賈德姆」，但最後卻不敵冒險者追求夢想之力量而被擊敗，而落敗後恢復原貌的卡賈亦返回石棺中再次成為木乃伊沉睡，繼而隨著戈德姆文明石沉大海。
卡斯
為卡賈以石頭作為原料並透過施以戈德姆咒語提煉的士兵。
使用武器為小型鐮刀，並擁有堅硬的身軀及再生能力，然而當遭受致命一擊時便會全身破碎消失；另外卡賈亦將其已施法的石頭予其他邪暗眾使用。

#### 邪龍一族
邪龍一族，由創造王龍王率領的邪暗眾組織，於Task.2初登場。
其組織員絕大部分為恐龍及傳說生物之克隆體，並旨在透過恐龍基因強化肉體及使用蠻力戰術搶奪Precious以求征服世界。
創造王 龍王
聲、演（人類原貌）：森田順平
邪龍一族首領兼創始人。
使用武器則為兩把劍跟手槍；而其個性冷酷無情，並會為搶奪Precious甚至會犧牲其部下。
原為於約200年前探索雷姆理亞文明的人類冒險家，然而因遭到見錢眼開的同伴出賣並遺棄在無人島上而憎恨人類。後來在解讀雷姆理亞文獻後便透過服用含有恐龍基因的藥水改造自己的肉體。
於與曉／冒險紅的首戰中落敗，自此便視對方為宿敵；後期其接受了恐龍基因之肉體已瀕臨極限，故亦因而施計成功進入SGS的Precious保管庫－Precious Bank內試圖透過Peecious雷姆利亞之卵將自身蛻變為幻獸，其後已感到不妙的曉亦前往Precious Bank與龍王決戰，而最後龍王卻因過度消耗力量而變回人類，其後繼而在解除Precious Bank引爆指令不果而在爆炸中喪生。
其他登場作品：《海賊戰隊豪快者》
龍人兵 邪龍
聲：西脇保
邪龍一族的士兵，由龍王以其血液為原料所製造。
具有說話能力及高智商，其身體亦能生產大量以偵察用途之毒蜥蜴，而使用武器則為紅色的劍。
而在龍王死後，餘下的邪龍則繼續搜尋Precious以求復興邪龍一族。
其他登場作品：《海賊戰隊豪快者》
邪惡龍
為透過龍王改造之邪龍的進化形態，而被改造者通常則為由一群邪龍互相廝殺下之存活者。
大邪龍
由龍王以自身的遺傳因子製造及經過改造手術後的大型半機械恐龍，而其內部亦設有駕駛艙予駕駛員操縱。

#### Dark Shadow
Dark Shadow，由幻之月光率領的忍者邪暗眾組織，於Task.3初登場。
為古代忍者群「影之眾」的末裔，但與其他邪暗眾不同的是，Dark Shadow的主要目的僅為以其搶奪之Precious出售以賺取金錢，另外其對外名義則為「DS公司」。
幻之月光
聲：銀河萬丈
Dark Shadow的首領，常透過忍術製造付喪神及將被擊敗之付喪神復活巨大化。
為古代忍者末裔，而於一次戰鬥中為了制服能摧毀一切之魔鳥而透過施以所有忍術將魔鳥與自己融合，亦因而有著貓頭鷹之外貌，及後幻之月光亦將魔鳥的力量抽取並以寶玉封印於仙人峽的山頂上；但後來其魔鳥的力量卻被暗之刃釋放並被轉化為魔鳥，然而最後亦在菜月跟映士合力將寶玉再次封印後繼而恢復原狀。
其他登場作品：《海賊戰隊豪快者 VS 宇宙刑事卡邦 The Movie》
暗之刃
聲：黑田崇矢
Dark Shadow的首席戰士，而其對外身份為「DS公司」的部長。
有著類似鬼之臉孔，並身穿藍色鎧甲以及配戴開合式的頭盔，並擅長紙鶴忍術，而使用武器為兩把忍者刀，而雙刀亦可組合為雙刃薙刀。
過往曾殺害真墨／冒險黑童年時作為寶藏獵人的同伴，自此則被對方視為宿敵，後來亦於偶然下與已成為冒險者一員的真墨重逢，而暗之刃亦於與冒險者戰鬥期間亦一直留意真墨的成長。
後期更背叛Dark Shadow，並且試圖透過釋放封印於幻之月光體內的魔鳥以獲取力量，但最後仍以失敗告終；後來亦奪取了Precious暗之三頭龍，但卻因無法釋放暗之三頭龍的力量而利用被暗之三頭龍選中的真墨召喚來自宇宙的暗之能量塊，然而最後召喚期間真墨則相信其自身仍存有光明，故暗之刃亦在真墨的成功反擊後繼而被對方變身的冒險黑殲滅。
風之靜香
演：山崎真實
Dark Shadow的女忍者，而其對外身份為「DS公司」的課長。
使用武器為兩把苦無，雖然個性淘氣胡鬧，但武藝不俗，並且擅長變裝。
對幻之月光與暗之刃尤為尊敬，而其自身亦與蒼太／冒險藍有著微妙的感情。
其他登場作品：《海賊戰隊豪快者 VS 宇宙刑事卡邦 The Movie》
付喪神
Dark Shadow的中忍。
為幻之月光以被認為擁有生命的長年舊物透過忍術轉化之生命體，而在被擊敗後亦由幻之月光施以忍術，透過被張貼大量符咒復活及巨大化。

#### Quester
Quester，由兩名阿修－凱與零組結的二人邪暗眾隊伍。
兩人皆為於被冒險者跟映士擊敗後繼而被卡賈植入戈德姆引擎並以新型態重生，然而復活後兩人卻不打算與卡賈合作。及後亦常以其自身製作的大型機械人－「Quester機械人」進行掠奪Precious及戰鬥。
後期兩人便透過利用卡賈、邪龍一族以及Dark Shadow各取得之三種Precious作為材料，並透過其能施以鍊金術的Precious－墨丘利之容器製造巨人何蒙庫魯茲，然而最後何蒙庫魯茲卻在冒險者之苦戰下成功摧毀，及後兩人亦繼而於與冒險者的決戰中被對方殲滅，事後映士亦替兩人建立墓碑。
凱
聲：三宅健太
於Task.17初登場。
從百鬼界逃脫的阿修之一，而其個性粗暴但說話語氣尤為輕快。
阿修時期之外號為「憤怒的鬼神」，擁有靈魂為「鬥魂」，並擅長肉縛戰及以火箭炮作為武器；而在成為Quester後其使用武器則為兩把手槍／短劍－Gray Blaster。
過去曾殺害映士的父親漢人；後來在何蒙庫魯茲被摧毀後繼而與映士／冒險銀進行一對一單挑，但最後仍被對方殲滅。
零
聲：鈴木千尋
於Task.17初登場。
原為被封印於百鬼界內，然而在凱與其部下豹牙啟動Precious－百鬼鏡以復活阿修時則成功從百鬼界逃脫。
阿修時期之外號為「巨獸」，擁有靈魂為「術魂」，並能夠吐息能讓人類陷入幻覺之毒霧以及讀取他人心靈或記憶甚至能透過影像呈現之能力；而在成為Quester後其使用武器則為一把長劍／狙擊槍－Gray Bomber。
然而最後零則在凱被冒險銀殺害後繼而被其餘冒險者五人以Dual Crusher殲滅。

### 阿修
阿修，為於人類進化過程中出現分支的高等生物。
擁有超越人類的力量，而其自身亦能透過捨棄肉體之形式自行巨大化，但相對地其身體卻亦不能恢復原貌；另外阿修亦與人類同樣有族氏之分。
凱、零
參照Quester。
豹牙
聲：濱田賢二
從百鬼界逃脫的阿修之一，於Task.17登場。
為凱的手下，而擁有的靈魂為「雷魂」，故亦能透過操縱雷電攻擊。
在與冒險者跟映士對戰時為保護凱與零而被對方重傷，及後便捨棄肉體自行巨大化後仍不敵Ultimate大冒險而被擊敗，至於其靈魂最後則被映士淨化。
高丘 映士（たかおか えいじ）
參照轟轟戰隊冒險者。
京
演：東山麻美
映士的母親，於Task.19初登場。
與人類相戀結婚並誕下其孩子之女性西方阿修，亦因而在離世後卻被指犯下大罪導致靈魂不能進入百鬼界，並只能在時空的夾縫中徘徊。
傲加
聲：矢尾一樹
西方阿修的長老，於Task.40、42登場。
使用武器為大型雙刃斧，而擁有的靈魂為「喰魂」，能透過吸取敵人之攻擊予以己用，亦能透過吸取植物之生命力替自己療傷，另外其自身亦能透過製造敵人之分身以攻擊對方。
過往與映士的母親京為青梅竹馬；其後在成功脫逃百鬼界後卻被映士的是祖先封印於一處山崖上數十年，然而後來卻被零意外發現及解除封印被固定在山壁上，而知曉京已與人類結婚及誕下其孩子後亦誓言以消滅作為京之污點的映士為目標。
在與冒險者戰鬥期間亦捨棄肉將自身巨大化，及後在映士替傲加進行阿修降滅時亦成功讓其石化，而被石化的映士則進入了時空的夾縫中與母親重遇，然而對方則為傲加所喬裝，並在映士表示自己須返回原本的世界時卻以真面目與其決戰，但最後映士亦在其母親的協助下成功降滅傲加後繼而返回原本的世界。

### 其他角色
高丘 漢人（たかおか からと）
演：渡洋史
映士的父親，高丘流前任傳人，於Task.19初登場。
與身為阿修的女子京相戀結婚並誕下了映士，而在妻子離世後便帶著年幼的映士四處旅行，不料卻遇上了凱，隨後為了保護瀕臨暴走的映士而被凱重傷，而最後當映士恢復理性後便將其能夠抑制阿修之血的錫杖交予映士後離世。

## 冒險者的裝備

### 裝備／武器
冒險者初期五人的共同裝備：
冒險手機 Accelluar
五人的手機型道具。
具「變身」、「通訊」、對GoGo Vehicle之「召喚」與「合體」以及讀取分析Precious的危險指數跟冒險Tips上的加密訊息之「搜索」等功能，而除了「通訊」及「搜索」功能外，其餘功能亦必須轉動其下方的轉輪才能發動。
Sabai Buster／Sabai Blade
五人的雙模式共同武器。
兩種模式分別為「槍械」Sabai Buster以及「刀刃」Sabai Blade，當中Sabai Buster亦能裝備Scope Shot以提升命中率。
冒險Arms
 冒險棒／冒險Javelin
冒險紅的棒型武器。
其前端為可進行夾擊的大型鉗子，另外亦能伸出刀刃作為標槍攻擊。
 Radial Hammer
冒險黑的大型鎚子。
 Blow Knuckle
冒險藍的風扇型拳套，能釋放強風攻擊及進行短程飛行。
 Bucket Scooper
冒險黃的兩把挖土鏟子型爪子。
 Hydro Shooter
冒險粉紅的高壓水槍。
Dual Crusher
滅火器外型的槍炮，於Task.7初登場。
具有兩種模式：分別為釋放能限制敵人行動的混凝土之「Mixer」模式；以及釋放鑽頭型光束攻擊敵人之「Drill」模式。另外Dual Crusher所產生的反衝擊力尤為強烈，故使用者須身穿強化裝甲Accelerator以減低對自己的傷害。
 冒險銀的裝備：
GoGo Changer
冒險銀的手錶型道具，於Task.19初登場。
與Accelluar同樣具「變身」、「通訊」以及對GoGo Vehicle之「召喚」與「合體」功能等。
Saga Sniper
冒險銀的武器，於Task.19初登場。
具兩種變形模式：分別為進行狙擊的「槍械」模式及以前端的刀刃攻擊或探測Precious之「長槍」模式。
共同裝備／武器：
平行引擎／Neo平行引擎
由SGS財團根據Precious－萊昂·喬達納之繪圖研發的引擎，為冒險者的Accel Suit與GoGo Vehicle之機能驅動裝置；後期因應卡賈亦根據萊昂·喬達納之繪圖成功研發可干擾平行引擎運作之戈德姆引擎，故SGS亦隨即研發能抵禦戈德姆引擎之Neo平行引擎，而原有裝備及GoGo Vehicle之平行引擎後來亦強化改造。
上述兩者引擎初期為透過內置之Precious驅動，但後來為能應付與卡賈的決戰，故曉與牧野博士亦將平行引擎內的Precious取出，並改由冒險者作為人類之追逐夢想的信念驅動。
Accel Suit
冒險者於變身後著裝的強化服。
除了冒險銀外其餘五位冒險者的強化服初期為以平行引擎驅動；至於冒險銀的強化服則於研發期間已搭載Neo平行引擎。另外其頭盔部分亦配備照明用的燈光跟音波干擾裝置。
Scope Shot
冒險者的萬能工具。
具備功能皆有望遠鏡、裝備具磁力的吸盤或鈎子之繩子、小刀、小型降落傘、發射信號彈等。
冒險Driver
公文包外貌的GoGo Vehicle駕駛裝置。
平時收納於牧野博士的工作房間內，而於執行任務時則會由冒險者自行取走或由牧野博士將之傳送至冒險者所在地。
冒險Tips
作為留下記錄或暗號之圓形硬幣；另外使用者亦能於硬幣上留下加密訊息，而其夥伴並須使用Accelluar的「搜索」功能以讀取對方遺下的訊息。
Precious Box
作為收納Precious的箱子。
平時狀態為小型盤子形態，使用時便會自動擴張放大，而當已收納Precious時則會變形為與被收納的Precious之大小相應的箱子。
Accelerator
冒險者的強化裝甲，於Task.7初登場。
為能有效抵禦使用Dual Crusher產生的反衝擊力而研發，而著裝時亦須使用Precious－沙羅曼達之鱗的力量發動。
 聖劍 茲邦
參照轟轟戰隊冒險者。

### GoGo Vehicle
GoGo Vehicle，為冒險者的大型機組，共十八輛。
每輛GoGo Vehicle皆附有編號，當中GoGo Vehicle 1-5亦能組合為拖車型態的GoGo Trailer；而GoGo Vehicle 11-13為「SGS Rescue」計劃的機組；至於GoGo Vehicle 14-18則為GoGo Voyager的機組。
初期GoGo Vehicle 1-10為搭載平行引擎，後來因卡賈成功研發可干擾平行引擎運作的戈德姆引擎，故由GoGo Vehicle 11起則改為搭載Neo平行引擎，至於GoGo Vehicle 1-10的平行引擎亦於後期進行強化改造。
 GoGo Dump
機組編號「1」的自卸車，並由冒險紅負責駕駛。
附有兩個可裝載砂石或Dozer與Marine的槽子，而槽子亦可180度翻轉跟作為工作手臂。
為大冒險的頭部、身驅與雙腿。
 GoGo Formula
機組編號「2」的賽車，並由冒險黑負責駕駛。
其前端的擋泥板部分藏有導彈炮口，而打開擋泥板後則能發射Formula Missile。
為大冒險的胸甲。
 GoGo Gyro
機組編號「3」的VTOL自轉旋翼機，並由冒險藍負責駕駛。
其雙翼為可變形的圓盤式旋翼，並能夠吊載重物進行空中運輸，至於其武器為設置於頂部的火神炮。
為大冒險的頭甲與背甲。
 GoGo Dozer
機組編號「4」的推土機，並由冒險黃負責駕駛。
其前端設有大型鏟子可進行挖土跟運載泥土，至於其武器則為設置於頂部的可移動雙炮。
為大冒險的右手臂。
 GoGo Marine
機組編號「5」的潛水艇，並由冒險粉紅負責駕駛。
其前端附有工作用的鉗子式雙手臂，並搭載魚雷跟高感應的聲納裝置。
為大冒險的左手臂。
 GoGo Drill
機組編號「6」的地底戰車，於Task.4初登場。
其前端附有以三個小型鑽頭組合的大型鑽頭，以便進行地底鑽探及攻擊。
為大探險的右手臂，亦能作為其他大型機械人的替代手臂，而其必殺技為藉高速旋轉鑽頭貫穿敵人的「Maximum Penetration」。
 GoGo Shovel
機組編號「7」的挖掘機，於Task.5初登場。
其附有可伸縮的大型手臂，並且能以360度旋轉。
為大探險的左手臂，亦能作為其他大型機械人的替代手臂，而其必殺技為對敵人連續拳擊的「Shovel Knuckle」。
 GoGo Mixer
機組編號「8」的攪拌車，於Task.7初登場。
其能夠透過注入砂石後進行攪拌融合，並且在合體為大型機械人（大探險除外）的替代手臂後則透過開啟其攪拌桶內的槍炮釋放高強度混凝土；另外其前端下方亦配備兩門光束炮可發射「Mixer Beam」。
為大探險的右腿。
 GoGo Crane
機組編號「9」的起重車，於Task.9初登場。
其附有可活動及伸縮的大型繩索式吊鈎，而其前端下方並配備兩門光束炮。
為大探險的左腿，並能作為其他大型機械人的替代手臂。
 GoGo Jet
於Task.15初登場。
機組編號「10」的高速戰鬥機，而其配備武器為裝備於雙翼的導彈／光束炮「Ultimate Missile」。
為大探險的頭部與身驅。
 GoGo Fire
機組編號「11」的消防車，於Task.19初登場。
具高效的耐熱性能，並能透過後方的雙水炮「Double Water Chute」釋放水或化學物質滅火。
為Siren Builder的頭部、身驅與雙腿。
 GoGo Aid
於Task.19初登場。
機組編號「12」的救護車，而配備武器為其前端的光束炮。
為Siren Builder的左手臂。
 GoGo Police
於Task.19初登場。
機組編號「13」的警車，而配備武器為其前端的四門火神炮「Police Vulcan」。
為Siren Builder的右手臂。
GoGo Voyager
於Task.33初登場。
由五輛GoGo Vehicle（機組編號14-18）組合的大型戰艦，而其機體則配備大量加農炮「Voyager Cannon」，並能適用於海陸空行駛及搭載大型機械人戰鬥。
與大冒險則為同期開發，但因為其破壞威力強大而被禁用，直至牧野博士為能讓冒險者應付邪暗眾的邪機龍古蘭德而決定發動GoGo Voyager。
最後在卡賈重返石棺內沉睡後亦被改裝為予曉前往宇宙搜索Precious之用。
 GoGo Commander
機組編號「14」的空中預警機，並由冒險紅負責駕駛。
為大航行者的頭部。
 GoGo Carrier
機組編號「15」的大型貨船，並由冒險黑負責駕駛。
為大航行者的身驅與雙腿。
 GoGo Fighter
機組編號「16」的戰鬥機，並由冒險藍負責駕駛。
為大航行者的雙側肩部。
 GoGo Attacker
機組編號「17」的戰鬥轟炸機，並由冒險黃負責駕駛。
為大航行者的胸甲。
 GoGo Roller
機組編號「18」的雙輪子壓路機，並由冒險粉紅負責駕駛。
為大航行者的雙手臂。

#### 合體型態
大冒險
由GoGo Vehicle 1-5合體的大型機械人。
配備武器皆為大型鏟子Go Scooper與十字鎬Go Picker，而兩者皆能組合為大型必殺劍轟轟劍，另外大冒險亦能與其他GoGo Vehicle合體；至於必殺技則為以轟轟劍圓月斬之「Adventure Drive」。
航行者大冒險
為大冒險與GoGo Voyager之組合型態，於Task.37初登場。
大探險
由GoGo Vehicle 6-10合體的大型機械人，於Task.40初登場。
其雙足的光束炮能發射光束「Adventure Flash」；至於其必殺技為以可分離頭部貫穿敵人之「Big Red Bomber」。
Super大冒險
由GoGo Vehicle 1-9合體的大型機械人，於Task.11初登場。
其必殺技為「Double Arm Crush」，為將九輛GoGo Vehicle的平行引擎全力發揮後便以作為雙手臂的Drill跟Shovel攻擊。
Ultimate大冒險
由GoGo Vehicle 1-10合體的大型機械人，於Task.16初登場。
其能以背部的大型機翼飛行；至於其必殺技則為以十輛GoGo Vehicle的平行引擎全力發揮後從胸膛的衝擊鏡釋放超高溫光束「Ultimate Blaster」。
Siren Builder
由GoGo Vehicle 11-13合體的大型機械人，於Task.20初登場。
能以其雙拳頭關節之光束炮攻擊，甚至能與其他GoGo Vehicle合體；至於其必殺技皆為以其雙肩部及頭部的水炮釋放強力水彈攻擊之「Triple Liquid Bomber」及以自身貫穿敵人之「Builder Crash」。
大航行者
由GoGo Voyager的五輛GoGo Vehicle（機組編號「14-18」）合體的大型機械人，於Task.34初登場。
能以其身上的大量槍炮Voyager Cannon攻擊，甚至能與其他GoGo Vehicle合體；至於其必殺技則為以其五輛GoGo Vehicle的平行引擎全力發揮後便從其胸膛內的大型轉輪充能，最後亦將能量集中於可旋轉的雙拳頭予以攻擊敵人之「Adventure Double Screw」。

## 設定
SGS財團
正式名稱為「SGS-Foundation」，通稱「SGS」，為致力搜索、收集及守護遺失於世界各地歷史文物的民間組織。
為守護具危險性的Precious而成立「轟轟戰隊冒險者」，另外SGS亦有權利因應Precious的危險情況而下令冒險者摧毀有關Precious；至於成功被回收之Precious則會於經牧野博士的分析後便會被送往特殊的保管庫Precious Bank，而為了有效防止邪暗眾的盜取，故當初Precious Bank的確實地點則為機密，甚至連冒險者也被暪騙。
SGS博物館
SGS旗下的博物館，亦為冒險者的據點。
平時冒險者則會於館內專屬的沙龍休憩及工作，而沙龍內亦設有升降機通往牧野博士的工作室－牧野工房以及位於地底的GoGo Vehicle停泊處兼維護中心－冒險Parking。
SGS Resuce
為SGS能藉被收集的Precious以造福人類而實行應對災難跟兇惡犯罪之計劃。
當初SGS為希望曉能作為計劃執行員的冒險銀，但最後曉則將「SGS Resuce」的裝備交予被其拉攏加入的映士後，繼而由映士成為冒險銀。
Precious
為來自遠古文明、兼且擁有超越現代文明科學之力量的危險性物質。
戈德姆引擎
為卡賈根據Precious萊昂·喬達納之繪圖研發的引擎，於Task.19初登場。
具「賜予生命」及「力量增強」之效用，另外當初其亦可干擾冒險者的平行引擎運作。

## 製作團隊
製作人員：
- 原作：八手三郎
- 製作人：
  - tv asahi：Schreck Hedwig、八木征志
  - 東映：日笠淳、宇都宮孝明
  - 東映Agency：矢田晃一

- 劇本：會川昇、小林靖子、大和屋曉、荒川稔久、武上純希
- 導演：諸田敏、中澤祥次郎、竹本昇、坂本太郎、渡邊勝也、鈴村展弘
- 動作導演：石垣廣文、竹田道弘
- 配樂：中川幸太郎
- 特攝導演：佛田洋
- 製作：tv asahi、東映、東映Agency

皮套演員：
-  冒險紅：福澤博文
-  冒險黑：今井靖彦、高岩成二（代演）
-  冒險藍：竹内康博
-  冒險黃：蜂須賀祐一
-  冒險粉：中川素州、小野友紀（代演）、三住敦洋（代演）
-  冒險銀：日下秀昭
-  茲邦：清家利一

## 播放列表
以下時間以當地時間（日本時間）為準：
| 日本首播日期 | 集數 | 標題 （日語）（漢譯） | 主役邪暗眾一方／Precious怪物                                                                   | 主要登場Precious                                                                           | 編劇     | 導演       |
| ------------ | ---- | --------------------- | ---------------------------------------------------------------------------------------------- | ------------------------------------------------------------------------------------------ | -------- | ---------- |
| 2006/02/19   | 1    | 魔神之心臟            | - 巨神戈德姆（Task.1） - 大邪龍 多德                                                           | - 戈德姆心臟                                                                               | 會川昇   | 諸田敏     |
| 2006/02/26   | 2    | 龍之掠奪者            | - 巨神戈德姆（Task.1） - 大邪龍 多德                                                           | - 戈德姆腦髓                                                                               | 會川昇   | 諸田敏     |
| 2006/03/05   | 3    | 霸者之劍              | - 付喪神·鎖神 （聲：佐藤正治）                                                                 | - 三國霸劍 - 青龍刀 - 雙股劍 - 蛇矛                                                        | 會川昇   | 中澤祥次郎 |
| 2006/03/12   | 4    | 失去的載具            | - Madness Weather                                                                              | - Madness Weather                                                                          | 會川昇   | 中澤祥次郎 |
| 2006/03/19   | 5    | 帝國之珍珠            | - 付喪神·工匠神 （聲：仮屋昌伸）                                                               | - 帝國之珍珠                                                                               | 會川昇   | 竹本昇     |
| 2006/03/26   | 6    | 詛咒之霧              | - 埴輪武者 摩加利                                                                              | - 縊                                                                                       | 會川昇   | 竹本昇     |
| 2006/04/02   | 7    | 沙羅曼達之鱗          | - 邪惡龍 德萊根                                                                                | - 沙羅曼達之鱗                                                                             | 會川昇   | 諸田敏     |
| 2006/04/09   | 8    | 亞特蘭提斯的秘寶      | - 威利爾                                                                                       | - 威利爾                                                                                   | 會川昇   | 諸田敏     |
| 2006/04/16   | 9    | 摺紙鶴的忍者          | - 付喪神·蛙神 （声：龍田直樹）                                                                 | -                                                                                          | 會川昇   | 中澤祥次郎 |
| 2006/04/23   | 10   | 消失的冒險紅          | - 大邪龍 - 薩爾德 - 吉拉德                                                                     | -                                                                                          | 會川昇   | 中澤祥次郎 |
| 2006/04/30   | 11   | 孤島的決戰            | - 大邪龍 - 薩爾德 - 吉拉德                                                                     | - 萊昂·喬達納之繪圖                                                                        | 會川昇   | 竹本昇     |
| 2006/05/07   | 12   | 哈梅倫之笛            | - 付喪神·演奏神 （声：津久井教生）                                                             | - 哈梅倫之笛*2                                                                             | 小林靖子 | 竹本昇     |
| 2006/05/14   | 13   | 輝夜姬的寶物          | - 邪惡龍 利多姆 （声：鄉里大輔）                                                               | - 不死藥 - 月之羽衣                                                                        | 大和屋曉 | 坂本太郎   |
| 2006/05/21   | 14   | 甦醒的過去            | - 付喪神·黏土神 （声：園部啟一／演（人類型態）：碇由貴子）                                     | - 天野金山之鋼                                                                             | 荒川稔久 | 坂本太郎   |
| 2006/05/28   | 15   | 水之都市              | - 邪惡龍 納賈 （声：梁田清之） - 大邪龍 佐拉德*3（Task.16） - 水之民 拉基 （声、演：柴木丈瑠） | - 水之水晶                                                                                 | 小林靖子 | 渡邊勝也   |
| 2006/06/04   | 16   | 水之水晶              | - 邪惡龍 納賈 （声：梁田清之） - 大邪龍 佐拉德*3（Task.16） - 水之民 拉基 （声、演：柴木丈瑠） | - 水之水晶                                                                                 | 小林靖子 | 渡邊勝也   |
| 2006/06/11   | 17   | 阿修之鏡              | - 阿修 豹牙 （声：浜田賢二）                                                                   | - 百鬼鏡                                                                                   | 會川昇   | 中澤祥次郎 |
| 2006/06/25   | 18   | 倖存的男人            | -                                                                                              | - 兵之弓                                                                                   | 會川昇   | 中澤祥次郎 |
| 2006/07/09   | 19   | 炫目的冒險者          | -                                                                                              | -                                                                                          | 會川昇   | 竹本昇     |
| 2006/07/16   | 20   | 新的巨人              | - → 戈德姆巨人 賈德姆                                                                          | - 雷炮                                                                                     | 會川昇   | 竹本昇     |
| 2006/07/23   | 21   | 擊打寶鎚              | - 巨大化邪龍*3                                                                                 | - 擊打寶鎚                                                                                 | 大和屋曉 | 渡邊勝也   |
| 2006/07/30   | 22   | 所羅門的戒指          | - 付喪神·圖鑑神 （声：村岡弘之）                                                               | - 所羅門的戒指                                                                             | 大和屋曉 | 渡邊勝也   |
| 2006/08/06   | 23   | 危險的搭檔            | - Quester機械人·疾                                                                             | -                                                                                          | 小林靖子 | 坂本太郎   |
| 2006/08/13   | 24   | 初音之鼓              | - 幻影邪暗眾軍團                                                                               | - 初音之鼓                                                                                 | 小林靖子 | 坂本太郎   |
| 2006/08/20   | 25   | 禁忌的果實            | - 付喪神·垃圾神 （声：坂口候一）                                                               | - 智慧果實                                                                                 | 會川昇   | 中澤祥次郎 |
| 2006/08/27   | 26   | 玻璃鞋                | - 王子 （声、演：萬雅之）                                                                      | - 玻璃鞋                                                                                   | 會川昇   | 中澤祥次郎 |
| 2006/09/03   | 27   | 風水占卜的陷阱        | - 邪惡龍 達朗 （声：島田敏）                                                                   | - 風水羅盤·龍眼                                                                            | 大和屋曉 | 竹本昇     |
| 2006/09/10   | 28   | 傳說之鎧              | - Quester機械人·將                                                                             | - 傳說之鎧                                                                                 | 大和屋曉 | 竹本昇     |
| 2006/09/17   | 29   | 黃金之劍              | - 幻獸                                                                                         | - 雷姆利亞之卵                                                                             | 會川昇   | 諸田敏     |
| 2006/09/24   | 30   | 憤怒的黃金魔人        | - 改造幻獸 戈德拉姆                                                                            | - 雷姆利亞之卵                                                                             | 會川昇   | 諸田敏     |
| 2006/10/01   | 31   | 亡國之炎              | - Quester機械人·噴                                                                             | - 亡國之炎                                                                                 | 小林靖子 | 中澤祥次郎 |
| 2006/10/08   | 32   | 冒險學校的秘密        | - 付喪神·知識神 （声：大林勝）                                                                 | - 光之船                                                                                   | 小林靖子 | 中澤祥次郎 |
| 2006/10/15   | 33   | 雷姆利亞的太陽        | - 邪機龍 古蘭德 - 複數大邪龍 佐拉德（Task.33）                                                 | - 雷姆利亞的太陽                                                                           | 會川昇   | 渡邊勝也   |
| 2006/10/22   | 34   | 遙遠的記憶            | - 邪機龍 古蘭德 - 複數大邪龍 佐拉德（Task.33）                                                 | - 雷姆利亞的太陽                                                                           | 大和屋曉 | 渡邊勝也   |
| 2006/10/29   | 35   | 神之頭                | - 付喪神·守護神 （声：沼田祐介）                                                               | - 神之頭                                                                                   | 小林靖子 | 諸田敏     |
| 2006/11/05   | 36   | 鬼之鐵棒              | - Quester機械人·進                                                                             | - 碎山之鐵棒                                                                               | 小林靖子 | 諸田敏     |
| 2006/11/12   | 37   | 憧憬的演藝圈          | - 邪惡龍 天貝 （声：石田彰） - 複數巨大化邪龍                                                  | - 繁榮之石                                                                                 | 荒川稔久 | 竹本昇     |
| 2006/11/19   | 38   | 虹之反物              | - 風之超級靜香 （声：山崎真實）                                                                | - 虹之反物                                                                                 | 荒川稔久 | 竹本昇     |
| 2006/11/26   | 39   | 普羅米修斯之石        | - 普羅米修斯之石 （声：真殿光昭）                                                              | - 普羅米修斯之石 （声：真殿光昭）                                                          | 小林靖子 | 坂本太郎   |
| 2006/12/03   | 40   | 西方阿修              | - 阿修 傲加（Task.40、42） （声：矢尾一樹） - 何蒙庫魯茲→ Quester機械人·奪（Task.41-42）       | - 墨丘利之容器 - 雙蛇杖（Task.41） - 賢者之香草（Task.41） - 帕拉塞爾蘇斯之水銀（Task.41） | 小林靖子 | 坂本太郎   |
| 2006/12/10   | 41   | 墨丘利之容器          | - 阿修 傲加（Task.40、42） （声：矢尾一樹） - 何蒙庫魯茲→ Quester機械人·奪（Task.41-42）       | - 墨丘利之容器 - 雙蛇杖（Task.41） - 賢者之香草（Task.41） - 帕拉塞爾蘇斯之水銀（Task.41） | 大和屋曉 | 諸田敏     |
| 2006/12/17   | 42   | Quester的時代         | - 阿修 傲加（Task.40、42） （声：矢尾一樹） - 何蒙庫魯茲→ Quester機械人·奪（Task.41-42）       | - 墨丘利之容器 - 雙蛇杖（Task.41） - 賢者之香草（Task.41） - 帕拉塞爾蘇斯之水銀（Task.41） | 大和屋曉 | 諸田敏     |
| 2006/12/24   | 43   | 危險的聖誕禮物        | - 戈勒姆                                                                                       | - 戈勒姆                                                                                   | 武上純希 | 鈴村展弘   |
| 2007/01/07   | 44   | 仙人的溫泉            | - 魔鳥                                                                                         | - 魔鳥之寶玉                                                                               | 武上純希 | 鈴村展弘   |
| 2007/01/14   | 45   | 最兇惡的邪惡龍        | - 邪惡龍 達甲基 （聲：岸祐二）                                                                 | - 暗之三頭龍                                                                               | 荒川稔久 | 竹本昇     |
| 2007/01/21   | 46   | 覺醒的黑暗            | -                                                                                              | - 暗之三頭龍                                                                               | 荒川稔久 | 竹本昇     |
| 2007/01/28   | 47   | 絕望之盒              | - 迪斯彼拉德 （声：塩野勝美） - 卡賈德姆（Last Task） （声：大高洋夫）                         | - 潘多拉的鑰匙 - 潘多拉的盒子 - 龍王之兜                                                   | 會川昇   | 諸田敏     |
| 2007/02/04   | 48   | 恐怖的大神官          | - 迪斯彼拉德 （声：塩野勝美） - 卡賈德姆（Last Task） （声：大高洋夫）                         | - 戈德姆心臟（Task.48） - 戈德姆腦髓 - 孫悟空的如意棒（Last Task）                         | 會川昇   | 諸田敏     |
| 2007/02/11   | 49   | 無盡的冒險精神        | - 迪斯彼拉德 （声：塩野勝美） - 卡賈德姆（Last Task） （声：大高洋夫）                         | - 戈德姆心臟（Task.48） - 戈德姆腦髓 - 孫悟空的如意棒（Last Task）                         | 會川昇   | 諸田敏     |

## 音樂
片頭曲：
作詞：岩里祐穗
作曲：山田信夫
編曲：京田誠一
演唱：NoB
片尾曲：
作詞：岩里祐穗
作曲：YOFFY
編曲：PSYCHIC LOVER＆大石憲一郎
演唱：PSYCHIC LOVER
插曲：

作詞：桑原永江
作曲：山田信夫
編曲：岩崎貴文
演唱：NoB

作詞：八手三郎
作曲、編曲：中川幸太郎
演唱：宮內堂千

作詞：藤林聖子
作曲：田代智一
編曲：龜山耕一郎
演唱：堀江美都子

作詞：八手三郎
作曲、編曲：渡邊宙明
演唱：串田晃

作詞、演唱：齋藤謙策
作曲、編曲：傑克·傳約爾

作詞、作曲：高取秀明
編曲：籠島裕昌
演唱：SGS合唱団

作詞、演唱：高取秀明
作曲：中川幸太郎
編曲：籠島裕昌

作詞、作曲、編曲、演唱：岩崎貴文

作詞：八手三郎
作曲、編曲：中川幸太郎
演唱：MoJo

作詞、作曲：山田信夫
編曲：岩崎貴文
演唱：NoB

作詞：八手三郎
作曲、編曲：中川幸太郎
演唱：水木一郎
角色曲：

作詞、作曲：YOFFY
編曲：大石憲一郎
演唱：明石曉（高橋光臣）

作詞：藤林聖子
作曲、編曲：岩崎貴文
演唱：伊能真墨（齋藤康嘉）

作詞、作曲：三上真史
編曲：大槻啓之
演唱：最上蒼太（三上真史）

作詞：中村知世
補作詞、作曲、編曲：村松哲也
演唱：間宮菜月（中村知世）

作詞：末永遙
作曲、編曲：村松哲也
演唱：西堀櫻（末永遙）

作詞：桑原永江
作曲：IMAJO
編曲：大石憲一郎
演唱：高丘映士（出合正幸）

## 其他相關媒體
劇場版：《轟轟戰隊冒險者 THE MOVIE 最強的Precious》
此作的獨立劇場版，於2006年8月5日上映。
VS系列：
《轟轟戰隊冒險者VS超級戰隊》
《超級戰隊系列》30周年紀念性質的VS篇作品，於2007年3月9日發售。
《獸拳戰隊激氣連者VS冒險者》
此作與《獸拳戰隊激氣連者》的聯動作品，於2008年3月14日發售。

## 超級英雄時間相關條目
- 《假面騎士Kabuto》

## 海外播放

### 台灣
台灣八大戲劇台曾於2008年11月23日至2009年10月25日期間每週日上午9時30分首播國語配音版，並於當天下午3時30分重播。

### 香港
香港無綫電視翡翠台曾於2009年3月15日至2010年3月7日期間每週日上午9時30分首播粵語配音版。

## 外部連結
- 轟轟戦隊ボウケンジャー（テレビ朝日公式） （页面存档备份，存于）
- 轟轟戦隊ボウケンジャー　（東映公式）